# Igor Morozov
Igor Morozov (Tallinn, 1989. május 27. –) észt válogatott labdarúgó, védő, jelenleg az észt élvonalbeli Levadia Tallinn játékosa.

## Válogatott pályafutás
Az észt U19-es labdarúgó válogatottban 13 mérkőzésen szerepelt és 2 gólt szerzett.
Az észt U21-es labdarúgó válogatott és az észt labdarúgó-válogatott jelenlegi tagja. A felnőtt válogatottban 2008. május 31-én mutatkozott be egy Litvánia elleni mérkőzésen.

## Statisztika

### Klub teljesítmény
| Klub             | Szezon           | Bajnokság | Bajnokság | Kupa | Kupa | Ligakupa | Ligakupa | Európa-liga | Európa-liga | Összesen | Összesen |
| Klub             | Szezon           | Mérk      | Gól       | Mérk | Gól  | Mérk     | Gól      | Mérk        | Gól         | Mérk     | Gól      |
| ---------------- | ---------------- | --------- | --------- | ---- | ---- | -------- | -------- | ----------- | ----------- | -------- | -------- |
| Levadia Tallinn  |                  |           |           |      |      |          |          |             |             |          |          |
| 2007             | 1                | 0         | —         | —    | —    | —        | —        | —           | 1           | 0        |          |
| 2008             | 22               | 1         | —         | —    | —    | —        | —        | —           | 22          | 1        |          |
| 2009             | 32               | 0         | —         | —    | —    | —        | —        | —           | 32          | 0        |          |
| 2010             | 29               | 3         | —         | —    | —    | —        | —        | —           | 29          | 3        |          |
| 2011             | 21               | 0         | —         | —    | —    | —        | —        | —           | 21          | 0        |          |
| 2012             | 34               | 12        | —         | —    | —    | —        | —        | —           | 34          | 12       |          |
| Összesen         | 139              | 16        | —         | —    | —    | —        | —        | —           | 139         | 16       |          |
| Polonia Warszawa |                  |           |           |      |      |          |          |             |             |          |          |
| 2012–13          | 13               | 0         | —         | —    | —    | —        | —        | —           | 13          | 0        |          |
| Összesen         | 13               | 0         | —         | —    | —    | —        | —        | —           | 13          | 0        |          |
| Debrecen         |                  |           |           |      |      |          |          |             |             |          |          |
| 2013–14          | 10               | 0         | —         | —    | —    | —        | —        | —           | 10          | 0        |          |
| 2014–15          | 11               | 0         | 2         | 0    | 4    | 0        | 1        | 0           | 18          | 0        |          |
| 2015–16          | 2                | 0         | —         | —    | —    | —        | 1        | 0           | 3           | 0        |          |
| Összesen         | 23               | 0         | 2         | 0    | 4    | 0        | 2        | 0           | 31          | 0        |          |
| Karrier összesen | Karrier összesen | 175       | 16        | 2    | 0    | 4        | 0        | 2           | 0           | 183      | 16       |

Adatok frissítése: 2015. július 26.

## Külső hivatkozások
- Adatlapja a DVSC honlapján Archiválva 2014. március 10-i dátummal a Wayback Machine-ben (magyarul)
- Igor Morozov adatlapja a Levadia Tallinn oldalán (angolul), (észtül), (oroszul)
- Igor Morozov (90minut.pl) (lengyelül)
- hlsz.hu